# Черногрязка (приток Яузы)
Черногря́зка — небольшая река в Москве, правый приток Яузы, впадала в Яузу недалеко от устья Яузы. В настоящее время река заключена в коллектор, а долина засыпана на глубину до 8 метров.

## Гидрография
Длина реки — около 2 километров. Исток находился около Чистопрудного бульвара, река пересекалась с Садовым кольцом возле Садовой-Черногрязской улицы. Река проходила через Басманную слободу.
С конца XIX века и до создания Яузского гидроузла в 1936—1939 устья Чечёры и Черногрязки были объединены общим массивом заболоченных прудов по нынешней набережной академика Туполева.

## Название
Словосочетания «чёрная грязь», по Е. М. Поспелову (1999), часто встречается в названиях населённых пунктов, рек и урочищ центра России и означает «сырое, никогда не просыхающее болото». В Москве, кроме реки и связанного с ней названия Садовой-Черногрязской улицы, Чёрной Грязью до 1775 года назывался также район Царицыно. Существует также Вторая Черногрязская улица на Пресне.

## Коллектор
При постройке Сыромятнического гидроузла уровень Яузы в районе устья уже убранной в коллектор реки Чечёры повысился из-за подпора гидроузла. Поэтому в 1938 году коллектор был перестроен так, что вместо впадения в Яузу около Елизаветинского переулка, Чечёра в коллекторе стала идти параллельно Яузе, Черногрязка стала впадать в Чечёру внутри коллектора, и их общее устье оказалось чуть ниже плотины гидроузла.